# Melanochelys
Melanochelys es un género de tortugas de la familia Geoemydidae. Las especies de este género se distribuyen por India, Bangladés, Nepal, Bután, Maldivas, Sri Lanka y Birmania.

## Especies
Se reconocen las siguientes dos especies:
- Melanochelys tricarinata (Blyth, 1856) - Bangladés, India, Nepal y Bután.
- Melanochelys trijuga (Schweigger, 1812) - India, norte de Bangladés, Birmania, Nepal, Sri Lanka, Maldivas e introducida en el archipiélago de Chagos.